# أمي، أنا أختنق. هذا هو فلمي الأخير عنك
أمي ، أنا أختنق. هذا هو فيلمي الأخير عنك، هو فيلم وثائقي بلغتين من ليسوتو لعام 2019، وهو من إنتاج وكتابة وإخراج ليموهانغ إرميا موسى. يصور الفيلم سيناريو التجارب الشخصية للمخرج بعد مغادرته ليسوتو والذي يقيم الآن في ألمانيا. صدر الفيلم في 9 فبراير 2019 وحظي بإشادة النقاد لسيناريو الفيلم وتصويره السينمائي. حصل الفيلم أيضًا على عدة ترشيحات في المهرجانات السينمائية الدولية وصُنف كأحد أفضل الأفلام الأفريقية لعام 2019.

## ملخص
في شوارع ليسوتو المتربة، يحدق الناس في سيدة شابة تحمل صليبًا خشبيًا على ظهرها. هي تنظر إلى وجوههم. يأخذ شكل رسالة شعرية ممتدة إلى والدة البطل والوطن الأم، يجعل الفيلم تركيزه ومنظوره حول ليسوتو، وهي دولة صغيرة في جنوب إفريقيا وألمانيا حيث يعيش المخرج.

## جوائز و ترشيحات
| عام  | جائزة                                        | الفئة                  | النتيجة |
| ---- | -------------------------------------------- | ---------------------- | ------- |
| 2019 | جوائز أكاديمية الأفلام الأفريقية الخامسة عشر | أفضل تصوير سينمائي     | ترشح    |
| 2019 | جوائز أكاديمية الأفلام الأفريقية الخامسة عشر | أفضل فيلم وثائقي       | ترشح    |
| 2019 | مهرجان بيرغن السينمائي الدولي                | وثائقي غير عادي        | ترشح    |
| 2019 | مهرجان برلين السينمائي الدولي                | أفضل فيلم وثائقي       | ترشح    |
| 2019 | مهرجان دوك أبيب السينمائي                    | عمق المنافسة الميدانية | ترشح    |
| 2019 | مهرجان ديربان السينمائي الدولي               | أفضل فيلم وثائقي       | ترشح    |
| 2019 | مهرجان شيفيلد الدولي للأفلام الوثائقية       | وثائقي فني             | ترشح    |

## روابط خارجية
- أمي، أنا أختنق. هذا هو فيلمي الأخير عنك على قاعدة بيانات الأفلام على الإنترنت